# 本橋春花
本橋 春花（もとはし はるか、1982年7月8日 - ）は、東京都出身の元レースクイーン、女性モデル。プラチナムプロダクションに所属していた。
2001年の全日本GT選手権イメージガール『PASSION』のメンバー。
身長：160cm、B:83cm、W:59cm、H:85cm。血液型はA型。愛称は「ハルルン」。

## リリース作品

### CD
いずれもavex traxより発売
- SUPER EUROBEAT presents GTC SPECIAL 2001 ~NON-STOP MEGAMIX~　（2001年4月25日発売）

曲名「SPEEDY SPEEDY」「HEARTBEAT (B4 ZA BEAT REMIX)」
- SUPER EUROBEAT presents GTC SPECIAL 2001 ~SECOND ROUND~　（2001年9月12日発売）

曲名「BABY I'M YOUR LADY」「MAYBE LOVE」

### 写真集
- ギャルズ・パラダイス写真集『パッション』（2001年8月発売・三栄書房）

## その他
- 雑誌「Happie」モデル
- テレビ朝日系『Matthew's Best Hit TV』 - 胸キュンBest Hitコーナーに出演